# Sot de l'Ullar
El Sot de l'Ullar és un sot, o vall estreta i feréstega, a cavall dels termes municipals de Bigues i Riells, al Vallès Oriental, i de Sant Quirze Safaja, del Moianès.
És a l'extrem nord del terme, al nord-est de Riells del Fai i a prop i al sud-est de la casa de l'Ullar. Es tracta d'un profund sot obert enmig dels Cingles de Bertí pel torrent de l'Ullar. És a prop i al nord del Turó de les Onze Hores